# Somaliland Camel Corps
La Somaliland Camel Corps fou una unitat de l'exèrcit britànic amb base a la Somàlia Britànica. El seu mitjà de transport era el camell, basic al territori.
El seu precedents fou la "Somaliland Camel Constabulary" creada al començar el segle xx, que va lluitar contra el cap rebel Diiriye Guure. El 1913 va quedar sota comandament del coronel Richard Corfield. El 9 d'agost de 1913 foren derrotats a Ruuga (Dulmadooba), prop d'Oodweyne, a la part oriental de la Somàlia Britànica i el coronel Corfield va morir a la lluita. El 12 de març de 1914 els britànics van constituir formalment la Somaliland Camel Corps.
A finals del 1919 els britànics van iniciar l'ofensiva final contra el Mullah i la Camel Corps va tenir un paper important en la captura de les fortaleses del rebel.
Entre les dues guerres fou reformat per defensar el protectorat de Somàlia en cas de guerra. El 1920 fou nomenat com a cap el coronel Arthur Reginald Chater. La Camel Corps, tot i ser tropes natives estaven manades per oficials britànics. Al començar la II Guerra Mundial tenia 14 oficials britànics i 550 altres rangs no europeus. El cos fou posat sota autoritat del comandant de la Somàlia Francesa. Durant la guerra va esdevenir un cos d'infanteria en què només una unitat conservava els camells. Després del 1940 fou mecanitzada. Llavors disposa de 1475 homes. Va lluitar contra la invasió italiana; els britànics van evacuar Berbera el 17 d'agost de 1941 i el Camel Corps es va dissoldre de fet.
El 16 de març de 1942 els britànics van retornar a Somàlia i van refundar el Camel Corps i el 18 d'abril ja havia recuperat el 80% de la seva antiga força. Durant mesos va lluitar contra grups d'italians i bandits.
Els rumors de ser enviats a Birmània va provocar motins i finalment el 1943 el cos fou dissolt.
El quarter general del Camel Corps era a Laferug, amb companyies a Hargeisa, Tug Argen (dues) i Burao.